# جانوران گوشت‌خوار افغانستان
جانوران گوشتخوار افغانستان معمولاً حیوانات شکارچی و درنده بوده غذا خود را از تغذیه گوشت سایر حیوانات بدست می‌آورند. تمامی این حیوانات در صنف پستانداران شامل بوده توسط به دنیا آوردن چوچه تولید مثل می‌نمایند. این جانوران جز تسلسل طبیعی بوده از ازدیاد سایر حیوانات مضره ومفیده جلوگیری می‌نمایند. در افغانستان هرقدر حیوانات علفخوار ازدیاد می‌یابد به همان پیمانه جانوران گوشت‌خوار ازدیاد می‌یابد. طی ۳۳ سال جنگ و شکار نامطلوب تعداد زیادی حیوانات علف‌خوار نابود شده‌اند بدین ترتیب تعداد انگشت شمار از گوشتخواران زنده مانده‌است. تعداد مانند پلنگ برفی کفتار روباه خاکی در اسارت اداره WSPA یا جامعه جهانی پشتیبانی از جانوران سازمان ملل قرار دارند. گرگ و شغال علاوه بر جانوران وحشی بالای حیوانات اهلی نیز حمله می‌نمایند بدین لحاظ تعداد آن کم نگردیده‌است.

## چگونگی زیست جانوران گوشت‌خوار افغانستان
ظهیرالدین بابر امپراتور مغلیان هند در کتاب خاطرات خود از حیوانات بسیاری در افغانستان یاداوری نموده‌است. او ذکر نموده‌است که در بگرام یعنی فاصله ۵۰ کیلومتری کابل ببر را شکار نموده‌است. وامروز نشانه ازین حیوان نیست. حیوانات گوشتخوار که از افغانستان منقرض شده‌اند عبارتند از شیر، ببر، چیتا یا تازی پلنگ می‌باشد؛ که امروز دیگر وجود ندارد. حیوانات گوشتخوار در جای وجود دارند که برای شان تعمه وجو داشته باشند. پلنگ برفی نوع پلنگ آسیائی بوده در ارتفاعات شمال شرقی زیست می‌نماید. گرگ خاکستری شغال وروباه در تمام ساحات افغانستان وجود دارد. پلنگ در واخان خرس در کنر ونورستان، سگ تازی در پکتیا، کفتار در دشت‌های قندهار وهلمند، پشی پلنک، کرکل در ساحات مرکزی وجود دارد. قبلاً در ولایت بامیان پلنگ گرگ و گربه وحشی وجود داشت. فعلاً در این ساحه از بین رفته‌است. فعلاً روبای سرخ، گربه، سیاه گوش همالیایی، پلنگ پشک، پشک وحشی، دله سنگی موش خرمای کوهی دم دراز، موش خاکستری و موش خاکستری دم دراز وجود دارد.
در موسم سرما و زمستان جانوران گوشتخوار مانند پلنگ گرگ بالای بالای حیوانات اهلی نیز حمله می‌نمایند. در یک پژوهش که در سال ۲۰۰۶ در وادی واخان صورت گرفت چنین نتجه بدست آمد.
جدول نماینگر آنست که چه تعداد حیوانات اهلی توسط پلنگ وگرگ خورده می‌شوند.
| شماره | نام حیوان  | تعداد حیوان | تعدادکه توسط پلنگ خورده می‌شود | تعداد که توسط گرگ خورده می‌شود | تعداد که از سردی می‌میرند |
| ----- | ---------- | ----------- | ----------------------------- | ----------------------------- | ------------------------ |
| ۱     | بز وگوسغند | ۳۲٬۲۰۶      | ۲۲                            | ۱۳۷                           | ۲۷۸۴                     |
| ۲     | غژگاو      | ۱٬۶۸۹       | ۲۶                            | ۳۸                            | ۱۳۰                      |
| ۳     | اسپ        | ۴۹          | ۱۰                            | ۰۱                            | ۶۳۸                      |
| ۴     | گاو        | ۴٬۳۲۷       | ۰۷                            | ۰۹                            | ۴۴۳                      |
| ۵     | خر         | ۲٬۰۲۹       | ۰۰                            | ۱۶                            | ۲۶۱                      |
| ۶     | شتر        | ۱۰۵         | ۰۰                            | ۰۲                            | ۰۰                       |
| ۷     | مجموعه     | ۴۰٬۹۹۴      | ۵۶                            | ۲۱۲                           | ۳۶۳۱                     |

### فهرست گونه‌های جانوران گوشتخوار افغانستان
در جهان بالاتر از ۲۶۰نوع جانور گوشتخوار وجود دارد در افغانستان بالاتر از ۳۲نوع گوشتخوار زندگی بسر می‌برند.
| شماره | نام جانور           | نام علمی                      | محل زیست                                                    | تشریحات   | پرونده |
| ----- | ------------------- | ----------------------------- | ----------------------------------------------------------- | --------- | ------ |
| ۱     | تازی پلنگ           | (Acinonyx jubatus)            | شمال غربی و غرب                                             | منقرض شده |        |
| ۲     | قره قل              | Caracal caracal               | شمال غرب                                                    |           |        |
| ۳     | پشک جنگلی یا سمونچه | Felis chaus                   | صفحات مرکزی                                                 |           |        |
| ۴     | پشک شنی             | Felis margarita               | بادغیس وکنرهار                                              |           |        |
| ۵     | پشک وحشی            | Felis silvestris              | صفحات مرکزی                                                 |           |        |
| ۶     | گربه پالاس          | Otocolobus manul              | ارتفاعات شمال شرق                                           |           |        |
| ۷     | وشق                 | Lynx lynx2                    | شمال شرق                                                    |           |        |
| ۸     | پشی پلنگ            | Prionailurus bengalensis      | نورستان بدخشان                                              |           |        |
| ۹     | شیر                 | Panthera leo                  | منقرض شده                                                   |           |        |
| ۱۰    | پلنگ                | Panthera pardus               | مناطق کوهستانی                                              |           |        |
| ۱۱    | ببر                 | Panthera tigris               | فعلاً منقرض شده- در گذشته در سواحل آمودریا و مرغاب وجود داشت |           |        |
| ۱۲    | پلنگ برفی           | Panthera uncia or Uncia uncia | واخان                                                       |           |        |
| ۱۳    | زباد نخلی نقاب‌دار   | Paguma larvata                | شمال شرق                                                    |           |        |
| ۱۴    | خدنگ کوچک           | Viverricula indica            | ?                                                           |           |        |
| ۱۵    | خدنگ هندی           | redirects here                | نورستان                                                     |           |        |
| ۱۶    | خدنگ کوچک آسیائی    | Herpestes javanicus           | جنوبی وغرب                                                  |           |        |
| ۱۷    | کفتار راه‌راه        | Hyaena hyaena                 | جنوب، غرب، شمال غرب افغانستان                               |           |        |
| ۱۸    | شاه‌روباه            | Vulpes cana                   | در جنوب افغانستان                                           |           |        |
| ۱۹    | روباه ترکمنی        | Vulpes corsac                 | شمال غرب                                                    |           |        |
| ۲۰    | روباه شنی           | Vulpes rueppelli              | جنوب                                                        |           |        |
| ۲۱    | روباه سرخ           | Vulpes vulpes                 | در تمام خاک                                                 |           |        |
| ۲۲    | شغال زرد            | Canis aureus                  | در تمام افغانستان در ارتفاعات کم                            |           |        |
| ۲۳    | گرگ خاکستری         | Canis lupus                   | در سراسر افغانستان                                          |           |        |
| ۲۴    | خرس نصواری          | Ursus arctos                  | جنگلات شمال شرق                                             |           |        |
| ۲۵    | خرس سیاه آسیایی     | Ursus thibetanus              | جنگلات نورستان وکنر                                         |           |        |
| ۲۶    | قاقم                | Mustela erminea               | پامیر                                                       |           |        |
| ۲۷    | راسوی کوچک          | Mustela nivalis               | شمال شرق                                                    |           |        |
| ۲۸    | زرده‌بر              | Vormela peregusna             | در تمام صفحات هموار                                         |           |        |
| ۲۹    | سمور سنگی           | Martes foina                  | صفحات مرکزی کنرهار نورستان                                  |           |        |
| ۳۰    | رودک عسل‌خوار        | Mellivora capensis            | در غرب وجنوب                                                |           |        |
| ۳۱    | سمور آبی            | (Lutra lutra                  | درکنار دریاها شمال وغرب                                     |           |        |
| ۳۲    | گورکن               | Meles meles                   | شمال غرب                                                    |           |        |